# سيزار ريمون
سيزار ريمون خيسوس أغيري (بالإسبانية: César Remón)‏ (ولد في 2 أكتوبر 1985 في أغرون، لا ريوخا) هو لاعب كرة قدم إسباني، يلعب لنادي ألكويانو في مركز خط الوسط.

## وصلات خارجية
- سيزار ريمون على موقع قاعدة بيانات كرة القدم.إي يو (الإنجليزية)
- سيزار ريمون على موقع Soccerway.com (الإنجليزية)

- Alcoyano official profile (بالإسبانية)
- BDFutbol profile
- Futbolme profile (بالإسبانية)
- Transfermarkt profile